# Condado de Newport
O condado de Newport (em inglês:  Newport County) é um dos cinco condados do estado americano de Rhode Island. Não possui sede de condado e sua cidade mais populosa é Newport. Foi fundado em 22 de junho de 1703.

## Geografia
De acordo com o United States Census Bureau, o condado possui uma área de 812 km², dos quais 265 km² estão cobertos por terra e 547 km² por água.

## Demografia
Segundo o censo nacional de 2010, o condado possui uma população de 82 888 habitantes e uma densidade populacional de 312,6 hab/km². É o quarto condado mais populoso de Rhode Island. Possui 41 796 residências, que resulta em uma densidade de 157,61 residências/km².
Das seis localidades incorporadas no condado, Newport é a mais populosa e também a mais densamente povoada, com 24 672 habitantes e 1 242 hab/km². Little Compton é a menos populosa, com 3 492 habitantes. De 2000 para 2010, a população de Tiverton cresceu 3% e a de Newport reduziu em 8%. Apenas duas localidades possuem população inferior a 10 mil habitantes.